# 연변인민방송
연변인민방송(중국어 간체자: 延边人民广播电台, 정체자: 延邊人民廣播電臺)은 연변 조선족 자치주의 대표적인 한국어 라디오 방송이다.
연변인민방송은 1946년 7월 1일 길림성 연길신화방송국이라는 이름으로 한국어와 중국어방송이 동시에 개국 하였다. 이로써 연변인민방송은 중화인민공화국에 있는 55개의 소수민족 중에서 제일 처음으로 소수민족의 언어로 방송하게 되었다. 1948년 11월 1일에 연변인민방송이라는 이름으로 개칭되었다.

## 조선어 방송 주파수
AM 1206kHz，FM 94.9MHz, 103.0MHz(표준FM)
FM 102.3MHz (음악FM)
- 한국 표준시 21:00~22:00에 주파수 AM 1206kHz로 중앙인민방송 조선어방송을 중계한다.

## 주소
- 중화인민공화국 길림성 연변조선족자치주 연길시 국자거리 166번지

## 같이 보기
- 연변텔레비죤방송(연변TV, YBTV)
- 흑룡강인민방송